# Jean-Marc Aveline
Jean-Marc Noël Aveline (ur. 26 grudnia 1958 w Sidi Bu-l-Abbas) – francuski duchowny katolicki, biskup pomocniczy Marsylii w latach 2013–2019, arcybiskup metropolita Marsylii od 2019, kardynał od 2022.

## Życiorys

### Prezbiterat
Święcenia kapłańskie otrzymał 3 listopada 1984 i został inkardynowany do archidiecezji Marsylii. Przez kilka lat pracował w marsylskim seminarium. W latach 1992–2002 kierował założonym przez siebie instytutem teologicznym, a w kolejnych latach był m.in. wikariuszem biskupim ds. formacji oraz wikariuszem generalnym.

### Episkopat
19 grudnia 2013 papież Franciszek mianował go biskupem pomocniczym archidiecezji Marsylii, ze stolicą tytularną Simidicca. Sakry biskupiej udzielił mu 26 stycznia 2014 arcybiskup Georges Pontier.
8 sierpnia 2019 papież Franciszek przeniósł go na urząd arcybiskupa metropolity Marsylii. 15 września odbył ingres do katedry Saint-Marie-Majeure w Marsylii. 29 maja 2022 podczas modlitwy Regina Coeli papież Franciszek ogłosił jego nominację kardynalską. 27 sierpnia Aveline został kreowany kardynałem prezbiterem i otrzymał kościół tytularny Santa Maria ai Monti.
W 2025 został wybrany przewodniczącym francuskiej Konferencji Episkopatu. Brał udział w konklawe 2025, które wybrało papieża Leona XIV.